# Trichostema simulatum
Trichostema simulatum är en kransblommig växtart som beskrevs av Jeps.. Trichostema simulatum ingår i släktet Trichostema och familjen kransblommiga växter. Inga underarter finns listade i Catalogue of Life.